# Nick Itkin
Nick Itkin (Los Ángeles, 9 de octubre de 1999) es un deportista estadounidense que compite en esgrima, especialista en la modalidad de florete.
Participó en dos Juegos Olímpicos de Verano, obteniendo dos medallas de bronce, en Tokio 2020 en la prueba por equipos (junto con Race Imboden, Alexander Massialas y Gerek Meinhardt) y en París 2024 en la prueba individual.
Ganó cuatro medallas en el Campeonato Mundial de Esgrima entre los años 2022 y 2025, y tres medallas de oro en los Juegos Panamericanos, en los años 2019 y 2023.

## Palmarés internacional
| Juegos Olímpicos     | Juegos Olímpicos  | Juegos Olímpicos  | Juegos Olímpicos    |
| Año                  | Lugar             | Medalla           | Prueba              |
| -------------------- | ----------------- | ----------------- | ------------------- |
| 2020                 | Tokio (Japón)     | Medalla de bronce | Florete por equipos |
| 2024                 | París (Francia)   | Medalla de bronce | Florete individual  |
| Campeonato Mundial   |                   |                   |                     |
| Año                  | Lugar             | Medalla           | Prueba              |
| 2022                 | El Cairo (Egipto) | Medalla de plata  | Florete por equipos |
| 2022                 | El Cairo (Egipto) | Medalla de bronce | Florete individual  |
| 2023                 | Milán (Italia)    | Medalla de plata  | Florete individual  |
| 2025                 | Tiflis (Georgia)  | Medalla de plata  | Florete por equipos |
| Juegos Panamericanos |                   |                   |                     |
| Año                  | Lugar             | Medalla           | Prueba              |
| 2019                 | Lima (Perú)       | Medalla de oro    | Florete por equipos |
| 2023                 | Santiago (Chile)  | Medalla de oro    | Florete individual  |
| 2023                 | Santiago (Chile)  | Medalla de oro    | Florete por equipos |